# Осакабэ, Саяка
Саяка Осакабэ (яп. 小酒部 さやか, род. 29 мая 1977, Кавасаки, Канагава) — японская активистка за женские права. Она подала в суд для обеспечения соблюдения японского закона о равных возможностях и добилась признания правительством незаконности материнского притеснения. В 2015 году она получила International Women of Courage Award.

## Биография
Саяка Осакабэ родилась в Японии в 1978 году. Она работала редактором журнала, когда забеременела. Вместо того, чтобы одобрить сокращение рабочего дня, её начальник попытался заставить её уйти с работы. После двух выкидышей Осакабе попросила разрешения на отпуск, если она снова забеременеет, и получила отказ. Осакабе была вынуждена уволиться и обратилась в суд по трудовым спорам. В июне 2014 года она выиграла дело и сформировала группу поддержки под названием Matahara Net, используя для создания названия сочетание английских слов «материнство» и «притеснение» («maternity and harassment»), ставшее юридическим термином.
По состоянию на 2019 год Всемирный экономический форум ставит Японию на 121-е место в мире по равенству на рабочем месте, а официальная статистика труда показывает, что каждая четвёртая работающая женщина подвергалась материнскому притеснению. Хотя японское законодательство гарантирует женщинам право искать работу с меньшими физическими нагрузками во время беременности и разрешает 14-недельный отпуск по беременности и родам или отпуск по уходу за ребёнком для любого из родителей в связи с рождением ребёнка, многие женщины не могут воспользоваться этими гарантиями из-за предполагаемой ненадёжности работы.
18 сентября 2014 года члены Матахара присутствовали на судебном процессе в Верховном суде в поддержку другой женщины, оказавшейся в аналогичной ситуации. Женщина была понижена в должности во время беременности. Постановление суда низшей инстанции установило, что отстранение её от руководящей должности «входит в компетенцию больницы по кадровым вопросам», но Закон Японии о равных возможностях при трудоустройстве определённо запрещает понижение в должности из-за беременности. В постановлении от 23 октября 2014 года Верховный суд Японии отменил приговоры судов низшей инстанции и постановил, что понижение в должности или другие меры наказания на основании беременности нарушают Закон о равных возможностях при трудоустройстве.
Осакабе продолжает работу с Matahara Net, продвигая расширение прав и возможностей женщин. Её цель — изменить государственную политику и общественное мнение, чтобы все женщины, а не избранное меньшинство, имели равные возможности для работы.
Благодаря действиям Осакабе в Японии материнское притеснение с 2017 года карается законом.
На выборах в городской совет Йокогамы, состоявшихся 9 апреля 2023 года, она набрала 10 185 голосов и впервые была избрана на 7-е место из 7.